# طواف يوتا 2016
طواف يوتا 2016 (بالإنجليزية: 2016 Tour of Utah) هو سباق دراجات هوائية، وهو الموسم رقم 12 من نفس السباق، وأقيم خلال الفترة 1 أغسطس 2016، وحتى 7 أغسطس 2016، وامتدّ لمسافة 1131.2 كيلومتر، وهو أحد سباقات طواف أمريكا للدراجات 2016، وهو من نوع سباق المرحلة.
فاز فيه بالمركز الأول لاكلان_مورتون، وبالمركز الثاني أدريان كوستا، وبالمركز الثالث أندرو تالانسكي، والفريق الفائز في ترتيب الفرق بي إم سي راسينغ 2016.

## الفرق
| فرق عالمية (4)- بي إم سي راسينغ - Cannondale-Drapac - IAM Cycling - Trek-Segafredo فرق قارية محترفة (5)- Fortuneo-Vital Concept - نيبو-فيني فانتيني-يوربا أوفيني ‏ - تيم نوفو نورديسك ‏ - ONE Pro Cycling ‏ - UnitedHealthcare Pro Cycling (men's team) ‏ فرق قارية (7)- Hagens Berman Jayco ‏ - Hincapie–Leomo p/b BMC ‏ - Team Jamis ‏ - Wildlife Generation Pro Cycling ‏ - Lupus Racing Team ‏ - Rally Cycling - Silber Pro Cycling Team ‏ |  |
| |  |

## المراحل
| المرحلة   | التاريخ | الدورة                                 | type         | المسافة (كم) | الفائز بالمرحلة | القائد العام   |
| --------- | ------- | -------------------------------------- | ------------ | ------------ | --------------- | -------------- |
| المرحلة 1 | 1 أغسطس | متنزه صهيون الوطني – سيدار سيتي        | مرحلة التلال | 134٫2        | كريس داهل       | كريس داهل      |
| المرحلة 2 | 2 أغسطس | إيسكالانتي – توري                      | مرحلة التلال | 160          | روبن كاربنتر    | روبن كاربنتر   |
| المرحلة 3 | 3 أغسطس | ريتشفيلد – بايسون                      | مرحلة متوسطة | 191          | لاكلان مورتون   | لاكلان مورتون  |
| المرحلة 4 | 4 أغسطس | ليهي – كيرنز                           | مرحلة التلال | 154          | ترافيس ماكابي   | لاكلان مورتون  |
| المرحلة 5 | 5 أغسطس | Antelope Island State Park ‏ – بونتيفول | مرحلة متوسطة | 183          | Kiel Reijnen ‏   | لاكلان مورتون  |
| المرحلة 6 | 6 أغسطس | سولت ليك سيتي – Snowbird, Utah ‏        | مرحلة جبلية  | 184          | أندرو تالانسكي  | أندرو تالانسكي |
| المرحلة 7 | 7 أغسطس | بارك سيتي – بارك سيتي                  | مرحلة متوسطة | 125          | لاكلان مورتون   | لاكلان مورتون  |

## النتيجة

### مرحلة 1
أجريت في 1 أغسطس 2016، وامتدّت لمسافة 134.2 كيلومتر.
| التصنيف العام | التصنيف العام   | التصنيف العام    | التصنيف العام       | التصنيف العام |        |
| الدراج        | الدراج          | البلد            | الفريق              | الوقت         | السرعة |
| ------------- | --------------- | ---------------- | ------------------- | ------------- | ------ |
| 1.            | كريس داهل       | كندا             | Silber              | 3 س 07 د 09 ث |        |
| 2.            | كولن جويس       | الولايات المتحدة | Axeon-Hagens Berman | + 4 ث         |        |
| 3.            | ريك تسابل       | ألمانيا          | بي إم سي راسينغ     | + 6 ث         |        |
| 4.            | Simon Pellaud ‏  | سويسرا           | IAM                 | + 7 ث         |        |
| 5.            | Matteo Dal-Cin ‏ | كندا             | Silber              | + 8 ث         |        |

### مرحلة 2
أجريت في 2 أغسطس 2016، وامتدّت لمسافة 160 كيلومتر.
| التصنيف العام | التصنيف العام     | التصنيف العام    | التصنيف العام                         | التصنيف العام |        |
| الدراج        | الدراج            | البلد            | الفريق                                | الوقت         | السرعة |
| ------------- | ----------------- | ---------------- | ------------------------------------- | ------------- | ------ |
| 1.            | روبن كاربنتر      | الولايات المتحدة | Holowesko-Citadel-Hincapie Sportswear | 7 س 03 د 51 ث |        |
| 2.            | Rubén Companioni ‏ | كوبا             | Jamis                                 | + 12 ث        |        |
| 3.            | كريس داهل         | كندا             | Silber                                | + 2 د 12 ث    |        |
| 4.            | كولن جويس         | الولايات المتحدة | Axeon-Hagens Berman                   | + 2 د 17 ث    |        |
| 5.            | ترافيس ماكابي     | الولايات المتحدة | Holowesko-Citadel-Hincapie Sportswear | + 2 د 19 ث    |        |

### مرحلة 3
أجريت في 3 أغسطس 2016، وامتدّت لمسافة 191 كيلومتر.
| التصنيف العام | التصنيف العام  | التصنيف العام    | التصنيف العام       | التصنيف العام  |        |
| الدراج        | الدراج         | البلد            | الفريق              | الوقت          | السرعة |
| ------------- | -------------- | ---------------- | ------------------- | -------------- | ------ |
| 1.            | لاكلان مورتون  | أستراليا         | Jelly Belly-Maxxis  | 11 س 30 د 53 ث |        |
| 2.            | أدريان كوستا   | الولايات المتحدة | Axeon-Hagens Berman | + 7 ث          |        |
| 3.            | أندرو تالانسكي | الولايات المتحدة | كانونديل دراباك     | + 9 ث          |        |
| 4.            | داروين أتابوما | كولومبيا         | بي إم سي راسينغ     | + 1 د 32 ث     |        |
| 5.            | Joey Rosskopf ‏ | الولايات المتحدة | بي إم سي راسينغ     | + 1 د 32 ث     |        |

### مرحلة 4
أجريت في 4 أغسطس 2016، وامتدّت لمسافة 154 كيلومتر.
| التصنيف العام | التصنيف العام  | التصنيف العام    | التصنيف العام       | التصنيف العام  |        |
| الدراج        | الدراج         | البلد            | الفريق              | الوقت          | السرعة |
| ------------- | -------------- | ---------------- | ------------------- | -------------- | ------ |
| 1.            | لاكلان مورتون  | أستراليا         | Jelly Belly-Maxxis  | 14 س 54 د 40 ث |        |
| 2.            | أدريان كوستا   | الولايات المتحدة | Axeon-Hagens Berman | + 7 ث          |        |
| 3.            | أندرو تالانسكي | الولايات المتحدة | كانونديل دراباك     | + 9 ث          |        |
| 4.            | داروين أتابوما | كولومبيا         | بي إم سي راسينغ     | + 1 د 32 ث     |        |
| 5.            | Joey Rosskopf ‏ | الولايات المتحدة | بي إم سي راسينغ     | + 1 د 32 ث     |        |

### مرحلة 5
أجريت في 5 أغسطس 2016، وامتدّت لمسافة 183 كيلومتر.
| التصنيف العام | التصنيف العام  | التصنيف العام    | التصنيف العام       | التصنيف العام  |        |
| الدراج        | الدراج         | البلد            | الفريق              | الوقت          | السرعة |
| ------------- | -------------- | ---------------- | ------------------- | -------------- | ------ |
| 1.            | لاكلان مورتون  | أستراليا         | Jelly Belly-Maxxis  | 19 س 17 د 18 ث |        |
| 2.            | أندرو تالانسكي | الولايات المتحدة | كانونديل دراباك     | + 9 ث          |        |
| 3.            | أدريان كوستا   | الولايات المتحدة | Axeon-Hagens Berman | + 34 ث         |        |
| 4.            | Joey Rosskopf ‏ | الولايات المتحدة | بي إم سي راسينغ     | + 1 د 32 ث     |        |
| 5.            | داروين أتابوما | كولومبيا         | بي إم سي راسينغ     | + 1 د 32 ث     |        |

### مرحلة 6
أجريت في 6 أغسطس 2016، وامتدّت لمسافة 184 كيلومتر.
| التصنيف العام | التصنيف العام  | التصنيف العام    | التصنيف العام       | التصنيف العام  |        |
| الدراج        | الدراج         | البلد            | الفريق              | الوقت          | السرعة |
| ------------- | -------------- | ---------------- | ------------------- | -------------- | ------ |
| 1.            | أندرو تالانسكي | الولايات المتحدة | كانونديل دراباك     | 24 س 04 د 30 ث |        |
| 2.            | لاكلان مورتون  | أستراليا         | Jelly Belly-Maxxis  | + 22 ث         |        |
| 3.            | أدريان كوستا   | الولايات المتحدة | Axeon-Hagens Berman | + 56 ث         |        |
| 4.            | داروين أتابوما | كولومبيا         | بي إم سي راسينغ     | + 1 د 23 ث     |        |
| 5.            | روب بريتون     | كندا             | رالي                | + 2 د 09 ث     |        |

### مرحلة 7
أجريت في 7 أغسطس 2016، وامتدّت لمسافة 125 كيلومتر.
| التصنيف العام | التصنيف العام     | التصنيف العام    | التصنيف العام                         | التصنيف العام  |        |
| الدراج        | الدراج            | البلد            | الفريق                                | الوقت          | السرعة |
| ------------- | ----------------- | ---------------- | ------------------------------------- | -------------- | ------ |
| 1.            | لاكلان مورتون     | أستراليا         | Jelly Belly-Maxxis                    | 27 س 12 د 49 ث |        |
| 2.            | أدريان كوستا      | الولايات المتحدة | Axeon-Hagens Berman                   | + 1 د 09 ث     |        |
| 3.            | أندرو تالانسكي    | الولايات المتحدة | كانونديل دراباك                       | + 1 د 39 ث     |        |
| 4.            | داروين أتابوما    | كولومبيا         | بي إم سي راسينغ                       | + 1 د 57 ث     |        |
| 5.            | روب بريتون        | كندا             | رالي                                  | + 4 د 00 ث     |        |
| 6.            | Joey Rosskopf ‏    | الولايات المتحدة | بي إم سي راسينغ                       | + 5 د 59 ث     |        |
| 7.            | Taylor Eisenhart ‏ | الولايات المتحدة | BMC Development                       | + 6 د 52 ث     |        |
| 8.            | جو دومبروفسكي     | الولايات المتحدة | كانونديل دراباك                       | + 7 د 16 ث     |        |
| 9.            | Robbie Squire ‏    | الولايات المتحدة | Holowesko-Citadel-Hincapie Sportswear | + 8 د 38 ث     |        |
| 10.           | لوران ديدييه      | لوكسمبورغ        | تريك سيغافريدو                        | + 8 د 38 ث     |        |

## الفائزون
| الترتيب    | الفائز          |
| ---------- | --------------- |
| الفائز     | لاكلان مورتون   |
| الثاني     | أدريان كوستا    |
| الثالث     | أندرو تالانسكي  |
| حسب النقاط | Kiel Reijnen ‏   |
| تسلق الجبل | أدريان كوستا    |
| أفضل شاب   | أدريان كوستا    |
| الفريق     | بي إم سي راسينغ |

## وصلات خارجية
- طواف يوتا 2016 على موقع إحصائيات الدراجات الإحترافية (الإنجليزية)